# VAMP3
VAMP3 (англ. Vesicle associated membrane protein 3) – білок, який кодується однойменним геном, розташованим у людей на короткому плечі 1-ї хромосоми.  Довжина поліпептидного ланцюга білка становить 100 амінокислот, а молекулярна маса — 11 309.
| 10         |  | 20         |  | 30         |  | 40         |  | 50         |
| ---------- |  | ---------- |  | ---------- |  | ---------- |  | ---------- |
| MSTGPTAATG |  | SNRRLQQTQN |  | QVDEVVDIMR |  | VNVDKVLERD |  | QKLSELDDRA |
| DALQAGASQF |  | ETSAAKLKRK |  | YWWKNCKMWA |  | IGITVLVIFI |  | IIIIVWVVSS |
|            |  |            |  |            |  |            |  |            |

A: Аланін

C: Цистеїн

D: Аспарагінова кислота

E: Глутамінова кислота

F: Фенілаланін

G: Гліцин

I: Ізолейцин

K: Лізин

L: Лейцин

M: Метіонін

N: Аспарагін

P: Пролін

Q: Глутамін

R: Аргінін

S: Серин

T: Треонін

V: Валін

W: Триптофан

Задіяний у таких біологічних процесах як транспорт, транспорт білків, ацетиляція. 
Локалізований у мембрані, клітинних контактах, синапсах, синаптосомах.